# Scott Haze
Scott Haze (født i Dallas, USA) er en amerikansk filmskuespiller, filminstruktør, filmproducer og manuskriptforfatter. Han har optrådt i film som Thank You for Your Service, Midnight Special og Only the Brave. Han spillede blandt andet rollen som Roland Treece i Venom fra 2018.

## Filmografi

### Film
| År   | Titel                                          | Rolle               | Noter   |
| ---- | ---------------------------------------------- | ------------------- | ------- |
| 2005 | Ad Corp. Inc                                   | Jason               |         |
| 2006 | Danny Roane: First Time Director               | Rehab Patient       |         |
| 2006 | Division III                                   | Andre "AO" O'brien  |         |
| 2007 | Live!                                          | Kafiya              |         |
| 2007 | Prey 4 Me                                      | Joel                |         |
| 2008 | Cop Dog                                        | Lukas               |         |
| 2011 | Post                                           | Sgt. Scotty Fowlkes |         |
| 2011 | Tunnel Vision                                  | Jolson              |         |
| 2012 | The Taste of Copper                            | Daniel              |         |
| 2013 | Deserted                                       | C. Grin             |         |
| 2013 | Filandra                                       | Scott Haze          |         |
| 2013 | Paradise                                       | Nickel              |         |
| 2013 | As I Lay Dying                                 | Skeet MacGowan      |         |
| 2013 | Child of God                                   | Lester Ballard      |         |
| 2014 | The Sound and the Fury                         | Jason Compson IV    |         |
| 2016 | Midnight Special                               | Levi                |         |
| 2016 | Between Us                                     | Robert              |         |
| 2016 | In Dubious Battle                              | Frank               |         |
| 2017 | The Institute                                  | Gunther             |         |
| 2017 | Actors Anonymous                               | Sean                |         |
| 2017 | Tenn                                           | Jim Connor          |         |
| 2017 | The Vault                                      | Michael Dillon      |         |
| 2017 | Thank You for Your Service                     | Michael Adam Emory  |         |
| 2017 | Only the Brave                                 | Clayton Whitted     |         |
| 2018 | Future World                                   | Gutter              |         |
| 2018 | Venom                                          | Roland Treece       |         |
| 2019 | Zeroville                                      | Charles             |         |
| 2019 | Why Not Choose Love: A Mary Pickford Manifesto | Charlie Chaplin     |         |
| 2020 | Minari                                         | Billy               |         |
| 2021 | Wild Indian                                    | Father Daniels      |         |
| 2021 | 12 Mighty Orphans                              | Rodney Kidd         |         |
| 2021 | What Josiah Saw                                | Thomas Graham       |         |
| 2021 | Old Henry                                      | Curry               |         |
| 2021 | Antlers                                        | Frank Weaver        |         |
| 2022 | Jurassic World Dominion                        | Rainn Delacourt     |         |
| 2023 | Sound of Freedom                               | Chris               |         |
| TBA  | Red Right Hand                                 | Finney              | Filming |
| TBA  | Horizon: An American Saga                      |                     | Filming |

### Directing
| Year | Title            | Type        | Notes |
| ---- | ---------------- | ----------- | --- |
| 2011 | The Vanya Show   | Series      | |
| 2013 | Ghosts & Goblins | Documentary | |
| 2015 | Mully            | Documentary | Premiered in Official Competition at Austin Film Festival where it won the Audience Award Screened in Official Competition at Virginia Film Festival where it won the Best Documentary Feature Programmers Award Screened in Official Competition at Winnipeg Real to Reel Film Festival where it won the Best Feature Film Award. |

### Tv
| År   | Program                        | Rolle         | Rolle                       |
| ---- | ------------------------------ | ------------- | --------------------------- |
| 2011 | CSI: Crime Scene Investigation | Anthony Steel | "The List"                  |
| 2011 | The Vanya Show                 | Ego           | "Interview Exclusive Pt. 1" |

### Skuespil
| År   | Skuespil         | Teater                                                              |
| ---- | ---------------- | ------------------------------------------------------------------- |
| 2002 | Leatherman       |                                                                     |
| 2004 | Title Fight      | Premiered April 2004, Stella Adler Theater, Hollywood, California   |
| 2006 | Devil's Night    | Premiered March 2006, Sherry Theater, North Hollywood, California   |
| 2007 | Valentines Night | Premiered April 2007, Sherry Theater, North Hollywood, California   |
| 2011 | Angel Asylum     | Premiered October 2011, Sherry Theater, North Hollywood, California |